# Paraphypia planifrons
Paraphypia planifrons är en insektsart som beskrevs av Williams 1977. Paraphypia planifrons ingår i släktet Paraphypia och familjen vedstritar.
Artens utbredningsområde är Mauritius. Inga underarter finns listade i Catalogue of Life.